# آتش‌سهره قهوه‌ای
آتش‌سهره قهوه‌ای (نام علمی: Lagonosticta nitidula) گونه‌ای رایج از سهرگان ریز است که در جنوب آفریقا یافت می‌شود. گستره جهانی وقوع آن ۱۳۰۰۰۰۰ کیلومتر مربع برآورد شده است.
در آنگولا، جمهوری دموکراتیک کنگو، زامبیا، جنوب تانزانیا و مناطق شمالی نامیبیا، بوتسوانا و زیمبابوه یافت می‌شود. اتحادیه بین‌المللی حفاظت از طبیعت این گونه را به عنوان کمترین نگرانی طبقه‌بندی کرده است.